# Богуславский, Константин Евгеньевич
Константин Евгеньевич Богуславский (21 мая [2 июня] 1895, Павловка Богодуховский уезд, Харьковская губерния — 24 ноября 1937) — украинский советский композитор, хормейстер, певец (бас).

## Биография
Происходил рода потомственных священнослужителей. Родился 21 мая (2 июня) 1895 года в селе Павловка Богодуховского уезда Харьковской губернии (ныне Богодуховский район, Харьковской области, Украины) в семье диакона Петропавловской церкви Евгения Ивановича Богославского (05.02.1873 — не ранее 1923). Учился в Харьковской духовной семинарии.
С 1915 года брал частные уроки пения у оперного певца П. В. Голубева. В начале 1920-х годов учился в Харьковской консерватории по классу композиции С. С. Богатырева.
Концертировал вместе с Н. А. Фоменко.
В 1922—1933 годах — руководитель хора харьковской Школы червоных (красных) старшин. Работал музыкальным редактором на Харьковском радио.
Был информатором НКВД. В 1937 году был арестован и через 3,5 месяца, 24 ноября 1937 года, расстрелян. При участии Союза композиторов Украины, в 1957 году был реабилитирован

## Творчество
К. Богуславский — автор нескольких опер, хоровых музыкальных произведений, более 300 песен и др.
В начале 1920-х годов выступил как автор первых украинских советских массовых песен («12 косарей», «Слава воли», «Год за годом»), создал много популярных красноармейских песен («Красноармейский марш», «Юношеский марш», «Чапаевский песня», «На линкоре» и др.)., написал большое количество песен и хоров для школьников, обработок украинских народных песен. Большинство его песен отмечены боевым задором, волевой упругостью ритмов, по характеру мелодий близки к украинскому народному творчеству.
К. Богуславский является автором струнного квартета на народную тему «Комарик», детской оперы-игры «Андрюша-казак», нескольких музыкальных комедий.

## Избранные музыкальные произведения
Оперы
- детская опера-игра «Андрюша-казак» (1930);
- «Турбаївське повстання»,
- «Годинник» (для детей),
- музыкальная комедия «Кум» и «Ночь перед Рождеством»;

для хора
- Красный юноша (сборник хоров (1924),
- На запад идут легионы (сл. В. Сосюры, 1924),
- 3 песни (для смешанного хора, 1925),
- Первое мая (сборник школьных песен, 1925),
- Песня юных ленинцев (сл. Л. Первомайского, 1925),
- Юношеский марш (сл. В. Полищука, 1927),
- Двенадцать косарей (сл. Т. Шевченко, 1930),
- Год за годом (сл. Д. Грудины, 1930),
- Борьба за Октябрь (сл. М. Бурды, 1930),
- Красная казачья (сл. Л. Зимнего, 1930),
- Слово против насилия (сл. П. Голоты, 1930),
- Песня красного казачества, 1930),
- Иду полями… (сл. А. Шмигельского, 1931),
- Коммунистическая веснянка (сл. Л. Зимнего, 1931),
- Рапорт товарищу П. П. Постышеву (сл. И. Неходы, 1934),
- Школьная песня (сл. В. Бычко, 1934),
- Интернациональная песня (сл. В. Бычко, 1935),
- Чапаевская песня (сл. Л. Зимнего, 1936);

для голоса с фортепиано
- Пионеры идут (1926),
- Дзень-брень! (Веселый марш, для баса с фортепиано, сл. Ю. Будяка, 1928),
- Ой, видно село (солдатская песня, 1929),
- Девушка с поля (детская песенка, сл. М. Кожушного, 1930),
- Боевая ударная (сл. Н. Бирюкова, 1931),
- Песня на линкоре (сл. Л. Зимнего, 1934);
  - музыка к спектаклям.